# Bajna
Bajna é uma cidade e uma nagar panchayat no distrito de Mathura, no estado indiano de Uttar Pradesh.

## Geografia
Bajna está localizada a 27° 54′ N, 77° 41′ L. Tem uma altitude média de 183 metros (600 pés).

## Demografia
Segundo o censo de 2001, Bajna tinha uma população de 7031 habitantes. Os indivíduos do sexo masculino constituem 54% da população e os do sexo feminino 46%. Bajna tem uma taxa de literacia de 58%, inferior à média nacional de 59.5%; com 65% para o sexo masculino e 35% para o sexo feminino. 18% da população está abaixo dos 6 anos de idade.